# Patricia Chávez
Patricia Chávez (12 de noviembre de 1951), más conocida como Patty Chávez, es una cantante chilena principalmente activa durante la década de 1970, que grabó algunos álbumes con el cantautor y folclorista Tito Fernández. En 1972 grabó un sencillo para el sello DICAP.

## Álbumes
- 1976? - Somos (con Tito Fernández)
- 198? - Tito Fernández y Patty Chávez (con Tito Fernández)

## Sencillos
- 1972 - Quiero poner la tierra a mis pies / Canción de amor ausente